# 17e étape du Tour de France 2012
Pour un article plus général, voir Tour de France 2012.
La 17e étape du Tour de France 2012 se déroule le jeudi 19 juillet 2012. Elle part de Bagnères-de-Luchon et arrive à Peyragudes.

## Déroulement de la course
Dans le final, Christopher Froome (Sky) avait les moyens de rattraper Alejandro Valverde (Movistar), membre de l'échappée matinale, mais il est obligé de suivre les consignes des dirigeants de son équipe qui sont d'attendre et d'accompagner son leader Bradley Wiggins. C'est donc Valverde qui remporte finalement l'étape avec 19 secondes d'avance sur les deux hommes.

## Résultats

### Sprints
| Sprint intermédiaire de Loures-Barousse (km 81) | Sprint intermédiaire de Loures-Barousse (km 81) | Sprint intermédiaire de Loures-Barousse (km 81) | Sprint intermédiaire de Loures-Barousse (km 81) | Sprint intermédiaire de Loures-Barousse (km 81) |
| ----------------------------------------------- | ----------------------------------------------- | ----------------------------------------------- | ----------------------------------------------- | ----------------------------------------------- |
|                                                 | Coureur                                         | Pays                                            | Équipe                                          | Point(s)                                        |
| 1er                                             | Blel Kadri                                      | FRA                                             |                                                 | 20                                              |
| 2e                                              | Sandy Casar                                     | FRA                                             |                                                 | 17                                              |
| 3e                                              | Rubén Plaza                                     | ESP                                             |                                                 | 15                                              |
| 4e                                              | Jean-Christophe Péraud                          | FRA                                             |                                                 | 13                                              |
| 5e                                              | Gorka Izagirre                                  | ESP                                             |                                                 | 11                                              |
| 6e                                              | Laurens ten Dam                                 | NED                                             |                                                 | 10                                              |
| 7e                                              | Alejandro Valverde                              | ESP                                             |                                                 | 9                                               |
| 8e                                              | Rui Costa                                       | POR                                             |                                                 | 8                                               |
| 9e                                              | Alexandre Vinokourov                            | KAZ                                             |                                                 | 7                                               |
| 10e                                             | Levi Leipheimer                                 | USA                                             |                                                 | 6                                               |
| 11e                                             | Simone Stortoni                                 | ITA                                             |                                                 | 5                                               |
| 12e                                             | Fredrik Kessiakoff                              | SWE                                             |                                                 | 4                                               |
| 13e                                             | Thomas Voeckler                                 | FRA                                             |                                                 | 3                                               |
| 14e                                             | Johnny Hoogerland                               | NED                                             |                                                 | 2                                               |
| 15e                                             | Egoi Martínez                                   | ESP                                             |                                                 | 1                                               |
| modifier                                        |                                                 |                                                 |                                                 |                                                 |

| Sprint final de Peyragudes (km 143,5) | Sprint final de Peyragudes (km 143,5) | Sprint final de Peyragudes (km 143,5) | Sprint final de Peyragudes (km 143,5) | Sprint final de Peyragudes (km 143,5) |
| ------------------------------------- | ------------------------------------- | ------------------------------------- | ------------------------------------- | ------------------------------------- |
|                                       | Coureur                               | Pays                                  | Équipe                                | Point(s)                              |
| 1er                                   | Alejandro Valverde                    | ESP                                   |                                       | 20                                    |
| 2e                                    | Christopher Froome                    | GBR                                   |                                       | 17                                    |
| 3e                                    | Bradley Wiggins                       | GBR                                   |                                       | 15                                    |
| 4e                                    | Thibaut Pinot                         | FRA                                   |                                       | 13                                    |
| 5e                                    | Pierre Rolland                        | FRA                                   |                                       | 11                                    |
| 6e                                    | Jurgen Van den Broeck                 | BEL                                   |                                       | 10                                    |
| 7e                                    | Vincenzo Nibali                       | ITA                                   |                                       | 9                                     |
| 8e                                    | Tejay van Garderen                    | USA                                   |                                       | 8                                     |
| 9e                                    | Christopher Horner                    | USA                                   |                                       | 7                                     |
| 10e                                   | Daniel Martin                         | IRL                                   |                                       | 6                                     |
| 11e                                   | Andreas Klöden                        | GER                                   |                                       | 5                                     |
| 12e                                   | Nicolas Roche                         | IRL                                   |                                       | 4                                     |
| 13e                                   | Jelle Vanendert                       | BEL                                   |                                       | 3                                     |
| 14e                                   | Richie Porte                          | AUS                                   |                                       | 2                                     |
| 15e                                   | Denis Menchov                         | RUS                                   |                                       | 1                                     |
| modifier                              |                                       |                                       |                                       |                                       |

### Cols et côtes
| 1. Col de Menté, 1re catégorie (km 27,5) | 1. Col de Menté, 1re catégorie (km 27,5) | 1. Col de Menté, 1re catégorie (km 27,5) | 1. Col de Menté, 1re catégorie (km 27,5) | 1. Col de Menté, 1re catégorie (km 27,5) |
| ---------------------------------------- | ---------------------------------------- | ---------------------------------------- | ---------------------------------------- | ---------------------------------------- |
|                                          | Coureur                                  | Pays                                     | Équipe                                   | Point(s)                                 |
| 1er                                      | Thomas Voeckler                          | FRA                                      |                                          | 10                                       |
| 2e                                       | Fredrik Kessiakoff                       | SWE                                      |                                          | 8                                        |
| 3e                                       | Pierre Rolland                           | FRA                                      |                                          | 6                                        |
| 4e                                       | Alejandro Valverde                       | ESP                                      |                                          | 4                                        |
| 5e                                       | Sandy Casar                              | FRA                                      |                                          | 2                                        |
| 6e                                       | Edvald Boasson Hagen                     | NOR                                      |                                          | 1                                        |
| modifier                                 |                                          |                                          |                                          |                                          |

| 2. Col des Ares, 2e catégorie (km 55,5) | 2. Col des Ares, 2e catégorie (km 55,5) | 2. Col des Ares, 2e catégorie (km 55,5) | 2. Col des Ares, 2e catégorie (km 55,5) | 2. Col des Ares, 2e catégorie (km 55,5) |
| --------------------------------------- | --------------------------------------- | --------------------------------------- | --------------------------------------- | --------------------------------------- |
|                                         | Coureur                                 | Pays                                    | Équipe                                  | Point(s)                                |
| 1er                                     | Thomas Voeckler                         | FRA                                     |                                         | 5                                       |
| 2e                                      | Fredrik Kessiakoff                      | SWE                                     |                                         | 3                                       |
| 3e                                      | Sandy Casar                             | FRA                                     |                                         | 2                                       |
| 4e                                      | Egoi Martínez                           | ESP                                     |                                         | 1                                       |
| modifier                                |                                         |                                         |                                         |                                         |

| 3. Côte de Burs, 3e catégorie (km 76) | 3. Côte de Burs, 3e catégorie (km 76) | 3. Côte de Burs, 3e catégorie (km 76) | 3. Côte de Burs, 3e catégorie (km 76) | 3. Côte de Burs, 3e catégorie (km 76) |
| ------------------------------------- | ------------------------------------- | ------------------------------------- | ------------------------------------- | ------------------------------------- |
|                                       | Coureur                               | Pays                                  | Équipe                                | Point(s)                              |
| 1er                                   | Thomas Voeckler                       | FRA                                   |                                       | 2                                     |
| 2e                                    | Fredrik Kessiakoff                    | SWE                                   |                                       | 1                                     |
| modifier                              |                                       |                                       |                                       |                                       |

| 4. Port de Balès, Hors catégorie (km 111,5) | 4. Port de Balès, Hors catégorie (km 111,5) | 4. Port de Balès, Hors catégorie (km 111,5) | 4. Port de Balès, Hors catégorie (km 111,5) | 4. Port de Balès, Hors catégorie (km 111,5) |
| ------------------------------------------- | ------------------------------------------- | ------------------------------------------- | ------------------------------------------- | ------------------------------------------- |
|                                             | Coureur                                     | Pays                                        | Équipe                                      | Point(s)                                    |
| 1er                                         | Alejandro Valverde                          | ESP                                         |                                             | 25                                          |
| 2e                                          | Egoi Martínez                               | ESP                                         |                                             | 20                                          |
| 3e                                          | Rui Costa                                   | POR                                         |                                             | 16                                          |
| 4e                                          | Blel Kadri                                  | FRA                                         |                                             | 14                                          |
| 5e                                          | Levi Leipheimer                             | USA                                         |                                             | 12                                          |
| 6e                                          | Thomas Voeckler                             | FRA                                         |                                             | 10                                          |
| 7e                                          | Fredrik Kessiakoff                          | SWE                                         |                                             | 8                                           |
| 8e                                          | Gorka Izagirre                              | ESP                                         |                                             | 6                                           |
| 9e                                          | Jurgen Van den Broeck                       | BEL                                         |                                             | 4                                           |
| 10e                                         | Dominik Nerz                                | GER                                         |                                             | 2                                           |
| modifier                                    |                                             |                                             |                                             |                                             |

| \| 5. Peyragudes, 1re catégorie (km 142,5) \| 5. Peyragudes, 1re catégorie (km 142,5) \| 5. Peyragudes, 1re catégorie (km 142,5) \| 5. Peyragudes, 1re catégorie (km 142,5) \| 5. Peyragudes, 1re catégorie (km 142,5) \| \| --------------------------------------- \| --------------------------------------- \| --------------------------------------- \| --------------------------------------- \| --------------------------------------- \| \| \| Coureur \| Pays \| Équipe \| Point(s) \| \| 1er \| Alejandro Valverde \| ESP \| \| 20 \| \| 2e \| Christopher Froome \| GBR \| \| 16 \| \| 3e \| Bradley Wiggins \| GBR \| \| 12 \| \| 4e \| Thibaut Pinot \| FRA \| \| 8 \| \| 5e \| Jurgen Van den Broeck \| BEL \| \| 4 \| \| 6e \| Pierre Rolland \| FRA \| \| 2 \| \| modifier \| \| \| \| \| |                       |      |        |          |
| 5. Peyragudes, 1re catégorie (km 142,5) |                       |      |        |          |
| | Coureur               | Pays | Équipe | Point(s) |
| 1er | Alejandro Valverde    | ESP  |        | 20       |
| 2e | Christopher Froome    | GBR  |        | 16       |
| 3e | Bradley Wiggins       | GBR  |        | 12       |
| 4e | Thibaut Pinot         | FRA  |        | 8        |
| 5e | Jurgen Van den Broeck | BEL  |        | 4        |
| 6e | Pierre Rolland        | FRA  |        | 2        |
| modifier |                       |      |        |          |

### Classement de l'étape
| Classement de la 17e étape | Classement de la 17e étape | Classement de la 17e étape | Classement de la 17e étape | Classement de la 17e étape |
|                            | Coureur                    | Pays                       | Équipe                     | Temps                      |
| -------------------------- | -------------------------- | -------------------------- | -------------------------- | -------------------------- |
| 1er                        | Alejandro Valverde         | ESP                        | Movistar                   | en 4 h 12 min 11 s         |
| 2e                         | Christopher Froome         | GBR                        | Sky                        | + 19 s                     |
| 3e                         | Bradley Wiggins            | GBR                        | Sky                        | + 19 s                     |
| 4e                         | Thibaut Pinot              | FRA                        | FDJ-BigMat                 | + 22 s                     |
| 5e                         | Pierre Rolland             | FRA                        | Europcar                   | + 26 s                     |
| 6e                         | Jurgen Van den Broeck      | BEL                        | Lotto-Belisol              | + 26 s                     |
| 7e                         | Vincenzo Nibali            | ITA                        | Liquigas-Cannondale        | + 37 s                     |
| 8e                         | Tejay van Garderen         | USA                        | BMC Racing                 | + 54 s                     |
| 9e                         | Christopher Horner         | USA                        | RadioShack-Nissan          | + 1 min 2 s                |
| 10e                        | Daniel Martin              | IRL                        | Garmin-Sharp               | + 1 min 11 s               |
| modifier                   |                            |                            |                            |                            |

## Classements à l'issue de l'étape

### Classement général
| Classement général | Classement général    | Classement général | Classement général  | Classement général |
|                    | Coureur               | Pays               | Équipe              | Temps              |
| ------------------ | --------------------- | ------------------ | ------------------- | ------------------ |
| 1er                | Bradley Wiggins       | GBR                | Sky                 | en 78 h 28 min 2 s |
| 2e                 | Christopher Froome    | GBR                | Sky                 | + 2 min 5 s        |
| 3e                 | Vincenzo Nibali       | ITA                | Liquigas-Cannondale | + 2 min 41 s       |
| 4e                 | Jurgen Van den Broeck | BEL                | Lotto-Belisol       | + 5 min 53 s       |
| 5e                 | Tejay van Garderen    | USA                | BMC Racing          | + 8 min 30 s       |
| 6e                 | Cadel Evans           | AUS                | BMC Racing          | + 9 min 57 s       |
| 7e                 | Haimar Zubeldia       | ESP                | RadioShack-Nissan   | + 10 min 11 s      |
| 8e                 | Pierre Rolland        | FRA                | Europcar            | + 10 min 17 s      |
| 9e                 | Janez Brajkovič       | SLO                | Astana              | + 11 min 0 s       |
| 10e                | Thibaut Pinot         | FRA                | FDJ-BigMat          | + 11 min 46 s      |
| modifier           |                       |                    |                     |                    |

### Classement par points
| Classement par points | Classement par points | Classement par points | Classement par points | Classement par points |
| --------------------- | --------------------- | --------------------- | --------------------- | --------------------- |
|                       | Coureur               | Pays                  | Équipe                | Point(s)              |
| 1er                   | Peter Sagan           | SVK                   | Liquigas-Cannondale   | 356 points            |
| 2e                    | André Greipel         | GER                   | Lotto-Belisol         | 254 pts               |
| 3e                    | Matthew Goss          | AUS                   | Orica-GreenEDGE       | 203 pts               |
| modifier              |                       |                       |                       |                       |

### Classement du meilleur grimpeur
| Classement du meilleur grimpeur | Classement du meilleur grimpeur | Classement du meilleur grimpeur | Classement du meilleur grimpeur | Classement du meilleur grimpeur |
| ------------------------------- | ------------------------------- | ------------------------------- | ------------------------------- | ------------------------------- |
|                                 | Coureur                         | Pays                            | Équipe                          | Point(s)                        |
| 1er                             | Thomas Voeckler                 | FRA                             | Europcar                        | 134 points                      |
| 2e                              | Fredrik Kessiakoff              | SWE                             | Astana                          | 123 pts                         |
| 3e                              | Chris Anker Sørensen            | DEN                             | Saxo Bank-Tinkoff Bank          | 77 pts                          |
| modifier                        |                                 |                                 |                                 |                                 |

### Classement du meilleur jeune
| Classement général du meilleur jeune | Classement général du meilleur jeune | Classement général du meilleur jeune | Classement général du meilleur jeune | Classement général du meilleur jeune |
|                                      | Coureur                              | Pays                                 | Équipe                               | Temps                                |
| ------------------------------------ | ------------------------------------ | ------------------------------------ | ------------------------------------ | ------------------------------------ |
| 1er                                  | Tejay van Garderen                   | USA                                  | BMC Racing                           | en 78 h 36 min 32 s                  |
| 2e                                   | Thibaut Pinot                        | FRA                                  | FDJ-BigMat                           | + 3 min 16 s                         |
| 3e                                   | Steven Kruijswijk                    | NED                                  | Rabobank                             | + 1 h 0 min 38 s                     |
| modifier                             |                                      |                                      |                                      |                                      |

### Classement par équipes
| Classement par équipes | Classement par équipes | Classement par équipes | Classement par équipes |
|                        | Équipe                 | Pays                   | Temps                  |
| ---------------------- | ---------------------- | ---------------------- | ---------------------- |
| 1re                    | RadioShack-Nissan      | Luxembourg             | en 235 h 40 min 21 s   |
| 2e                     | Sky                    | Royaume-Uni            | + 14 min 9 s           |
| 3e                     | BMC Racing             | États-Unis             | + 36 min 21 s          |
| modifier               |                        |                        |                        |

## Abandon
Aucun abandon.